# 홍천교육도서관
홍천교육도서관은 대한민국 강원특별자치도 홍천군 홍천읍 신장대리 소재의 도서관이다.

## 연혁
- 2016.03.01 춘천교육문화관 홍천분관으로 조직개편 (강원도교육규칙 제738호 2016.2.29.전부개정)
- 2013.03.01 홍천교육도서관으로 명칭변경
- 2003.12.23 홍천도서관 디지털 자료실 개실
- 2001.02.20 강원도 홍천평생학습관 지정(강원도교육청)
- 2001.01.17 문화학교 신규지정 (한국문화학교)
- 1999.12.01 전국문화기반시설 관리운영평가 공공교육도서관 부문 우수상 수상
- 1995.01.04 홍천도서관 신축 개관
- 1991.03.26 조례개정에 따라 홍천도서관으로 명칭 변경
- 1970.09.24 공공도서관 개관
- 1969.10.30 홍천군 공공도서관 준공
- 1968.05.18 홍천군 공공도서관 설립승인

## 시설현황
- 4층: 대회의실(70석), 서양화실(초, 중급)
- 3층: 일반열람실(32석), 학생열람실(56석), 디지털자료실(10석), 컴퓨터 교육장(9석), 휴게실(8석)
- 2층: 행정지원실, 영어학습실(8석), 종합자료실(14석), 관장실
- 1층: 아동자료실(18석), 이동교육도서관 자료실, 문화강좌실(36석)
- 지하1층: 보일러실

## 이용 안내
이용 시간
- 종합자료실: 평일 09:00 ~ 19:00 / 주말 09:00 ~ 18:00
- 디지털자료실: 매일 09:00 ~ 18:00
- 아동자료실: 매일 09:00 ~ 18:00
- 중,고·일반열람실: 매일 08:00 ~ 23:00

휴관일
- 정기휴관일: 매주 월요일, 법정공휴일(관공서 공휴일)
- 임시휴관일: 교육도서관 및 기타사정으로 교육도서관장이 정하는 날